# 국가생명연구자원정보센터
국가생명연구자원정보센터(國家生明硏究資原情報센터, Korean Bioinformation Center; KOBIC)는 대한민국의 생명연구자원정보의 총괄관리와 생명정보 분야의 전문 연구를 위한 시설이다. 한국생명공학연구원에 소속되어 있으며, 국가생물자원정보관리센터가 2010년 확대 개편되어서 설립되었다.

## 연혁
- 2010. 03, 교과부지정 “국가생명연구자원정보센터” 로 명칭 변경 및 개소
- 2009. 05, “생명연구자원의 확보 · 관리 및 활용에 관한 법률" 공표
- 2008. 08, “국가연구개발사업관리규정” 개정 (대통령령)
- 2007. 12, “국가생명연구자원 확보 · 관리 및 활용 마스터플랜” 수립
- 2007. 01, 센터사업 변경: 기관고유 일반사업으로 전환
- 2006. 03, “국가생물자원정보관리센터”로 명칭 변경 및 개소
- 2001. 10, 과기부 지정 국가유전체정보센터 설립
- 2001. 07, 국가유전체정보센터 세부 사업추진계획 확정
- 2001. 04, 국가유전체정보센터 설치 · 운영 기본계획 수립

## 같이 보기
- 국가생물종지식정보시스템